# Гусан Ашот
Гусан Ашот (арм. Գուսան Աշոտ; настоящее имя Ашот Айрапетович Дадалян, арм. Աշոտ Հայրապետի Դադալյան; 25 апреля 1907, Горис — 28 января 1989, Ереван) — армянский певец (ашуг), музыкант, поэт. Народный артист Армянской ССР (1967).

## Биография
Рано лишился матери и в детские годы был вынужден работать пастухом. В 1921 году перебрался в Баку, но вскоре вернулся в родные края. В 1948 году переехал в Ереван.
По словам А. И. Хачатуряна, Ашот — «чрезвычайно даровитый композитор-мелодист, сочинивший множество песен». Писал не только песни, но и стихи (издал несколько сборников). В 1958 году был принят в Союз писателей Армении.
Активно гастролировал с небольшим ансамблем (играя на кеманче). В 1967 году получил звание Народного артиста Армянской ССР.
«В толпе гуляющих можно встретить плотного седого человека, который чуть ли не ежеминутно отвечает на поклоны. Иногда он, в кольце друзей, декламирует стихи. Это гусан Ашот. „Гусан“ значит „народный поэт, сказитель“. Ашот продолжает традиции создателей былин и песнопений — он импровизирует, сочиняет вслух. Герои его стихов — витязи современной Армении, витязи труда, преображающие лицо страны».

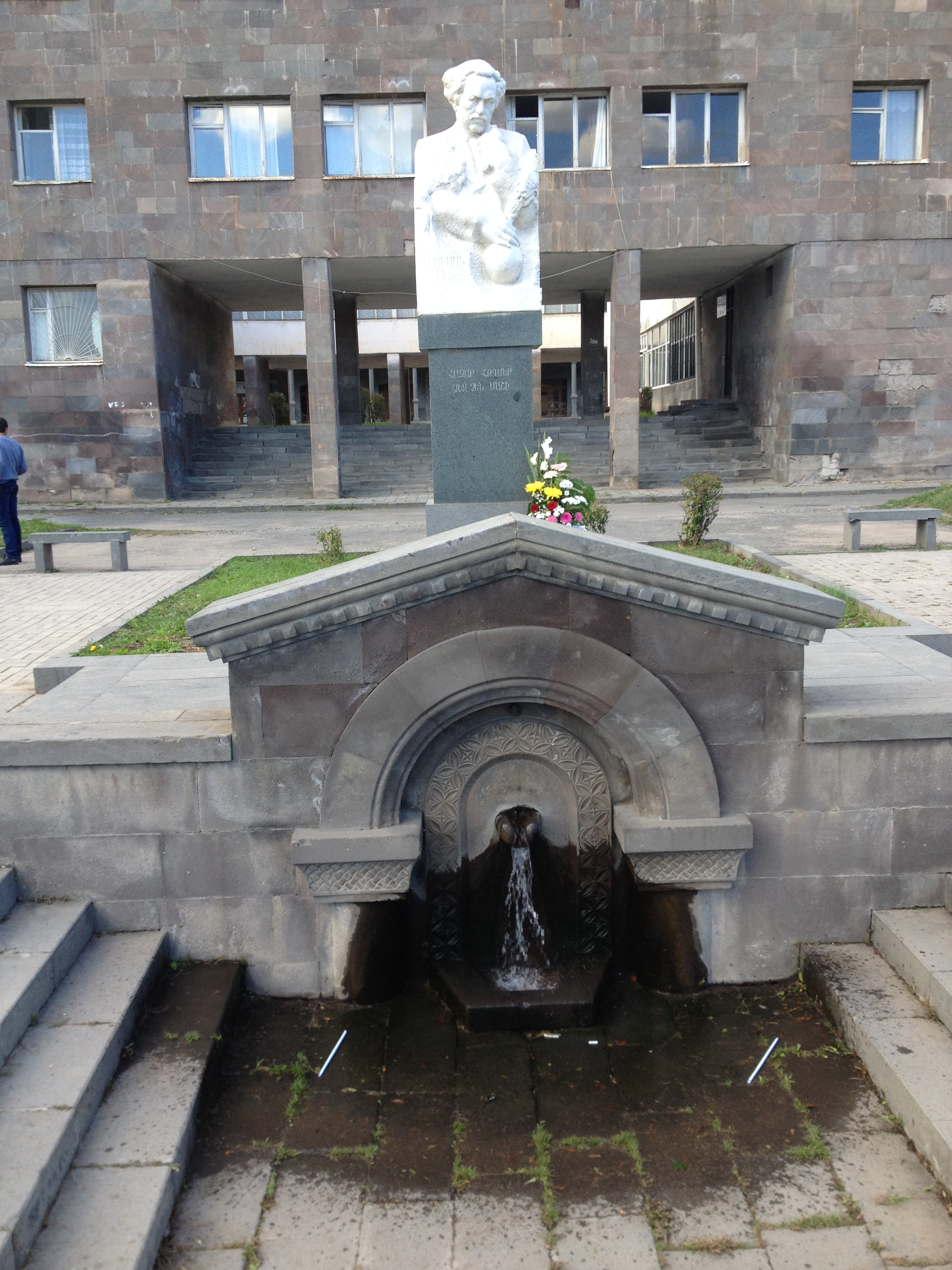
Памятник Гусану Ашоту в Горисе

## О творчестве
Музыковед Р. А. Атаян отмечает, что творчеству Ашота помимо собственно гусанских черт присущи элементы городской народной песни и танцевальной музыки.

## Память
В 2005 году в Горисе гусану Ашоту установлен памятник.

## Достижения
- Народный артист Армянской ССР (1967).
- Медаль «За трудовое отличие» (27.06.1956).